# Route nationale 15bis
La route nationale 15bis, ou RN 15bis, était une route nationale française reliant Grandvilliers au Tréport en suivant la vallée de la Bresle.

## Histoire
Elle a été créée par la loi du 25 mai 1836.
À la suite de la réforme de 1972, elle a été déclassée en RD 1015 sauf entre Le Coq-Gaulois et Aumale où elle a été renumérotée en route nationale 29 et entre Aumale et Senarpont où elle a été déclassée en RD 316 (entre Le Coq-Gaulois et Senarpont, la RD 1015 correspond à l'ex CD 44 de la Somme qui évitait la traversée d'Aumale et un détour de 3 km). Au départ, le département de l'Oise avait renuméroté son tronçon RD 915bis mais il s'est ensuite aligné sur le département de la Somme.

## Tracé
La RN 15bis était une radiale, elle n'avait aucun rapport avec la RN 15 (tout comme la route nationale 24bis n'avait aucun rapport avec la route nationale 24) mais était un embranchement de la route nationale 1.

### Ancien tracé de Grandvilliers au Tréport

#### Ancien tracé de Grandvilliers à Sénarpont (D 1015, N 29 et D 316)
- Grandvilliers D 1015 49° 39′ 52″ N, 1° 56′ 23″ E
- Sarcus 49° 41′ 09″ N, 1° 52′ 16″ E
- Saint-Clair, commune d'Hescamps 49° 43′ 20″ N, 1° 50′ 09″ E
- Fouilloy D 1015 49° 44′ 02″ N, 1° 49′ 32″ E
- Le Coq-Gaulois, commune de Morvillers-Saint-Saturnin N 29 49° 46′ 02″ N, 1° 48′ 09″ E
- Aumale D 316 49° 46′ 06″ N, 1° 45′ 13″ E
- Saint-Germain-sur-Bresle 49° 49′ 51″ N, 1° 43′ 55″ E
- Neuville-Coppegueule
- Senarpont D 316 49° 53′ 21″ N, 1° 43′ 08″ E

#### Ancien tracé de Sénarpont au Tréport (D 1015)
- Senarpont D 1015 49° 53′ 21″ N, 1° 43′ 08″ E
- Nesle-l'Hôpital 49° 54′ 26″ N, 1° 41′ 33″ E
- Neslette 49° 55′ 28″ N, 1° 39′ 59″ E
- Bouttencourt 49° 56′ 21″ N, 1° 37′ 54″ E
- Gamaches 49° 59′ 05″ N, 1° 33′ 33″ E
- Beauchamps 50° 01′ 01″ N, 1° 30′ 32″ E
- Bouvaincourt-sur-Bresle 50° 01′ 53″ N, 1° 29′ 16″ E
- Oust-Marest 50° 02′ 28″ N, 1° 27′ 51″ E
- Eu 50° 03′ 23″ N, 1° 25′ 26″ E
- Mers-les-Bains 50° 03′ 58″ N, 1° 23′ 19″ E
- Le Tréport D 1015 50° 03′ 34″ N, 1° 23′ 01″ E